# Pieter Amelot
Pieter Amelot (Ieper, 17 december 1679 - Mechelen, 7 januari 1762) was een Zuid-Nederlands jezuïet en schrijver.

## Levensloop
Pieter Amelot was een jezuïet en schrijver uit de 18e eeuw. Hij was rector van de jezuïetencolleges in Duinkerke, Oudenaarde en Lier.
Hij was de oom van Alphonse Vandenpeereboom, een Belgisch liberaal politicus.

## Publicaties
- De godvruchtige pelgrim
- De godvruchtige reiziger
- De godvruchtige herder
- Den heiligen Johannes Baptistanaer de wildernisse vertreckende, 1704.
- Menologium societatis ofte cort verhael van 't leven en de dood van dusdanige mannen die door hunne deugden de sociëteit Jesus merckelijk vereerd hebben, 1705.